# Doràdids

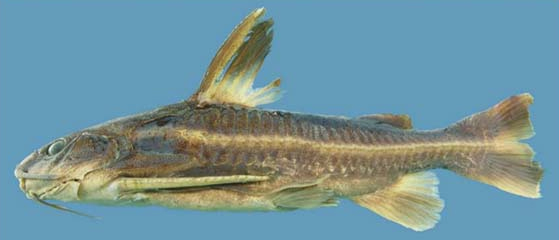
Platydoras brachylecis

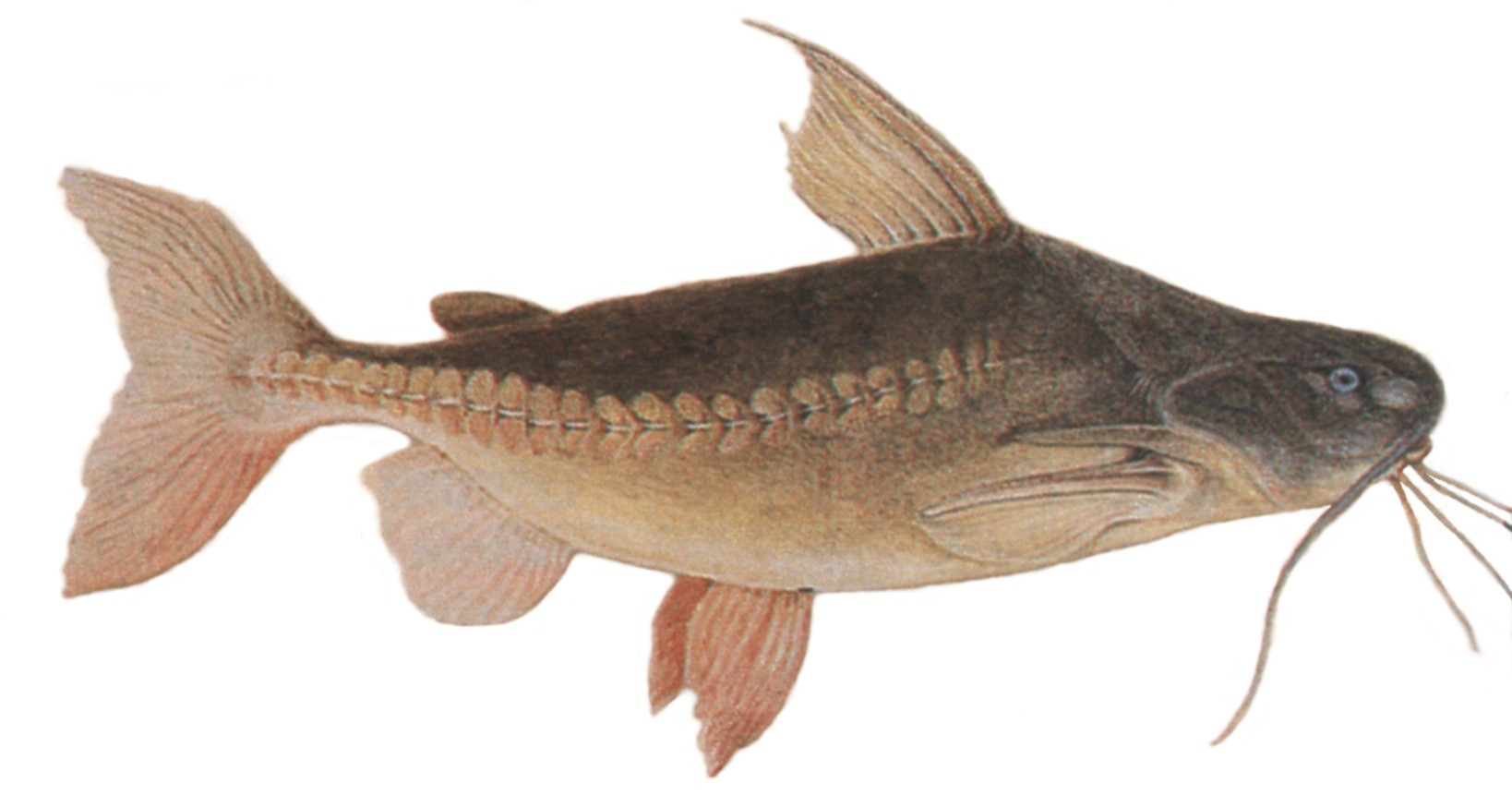
Pterodoras granulosus

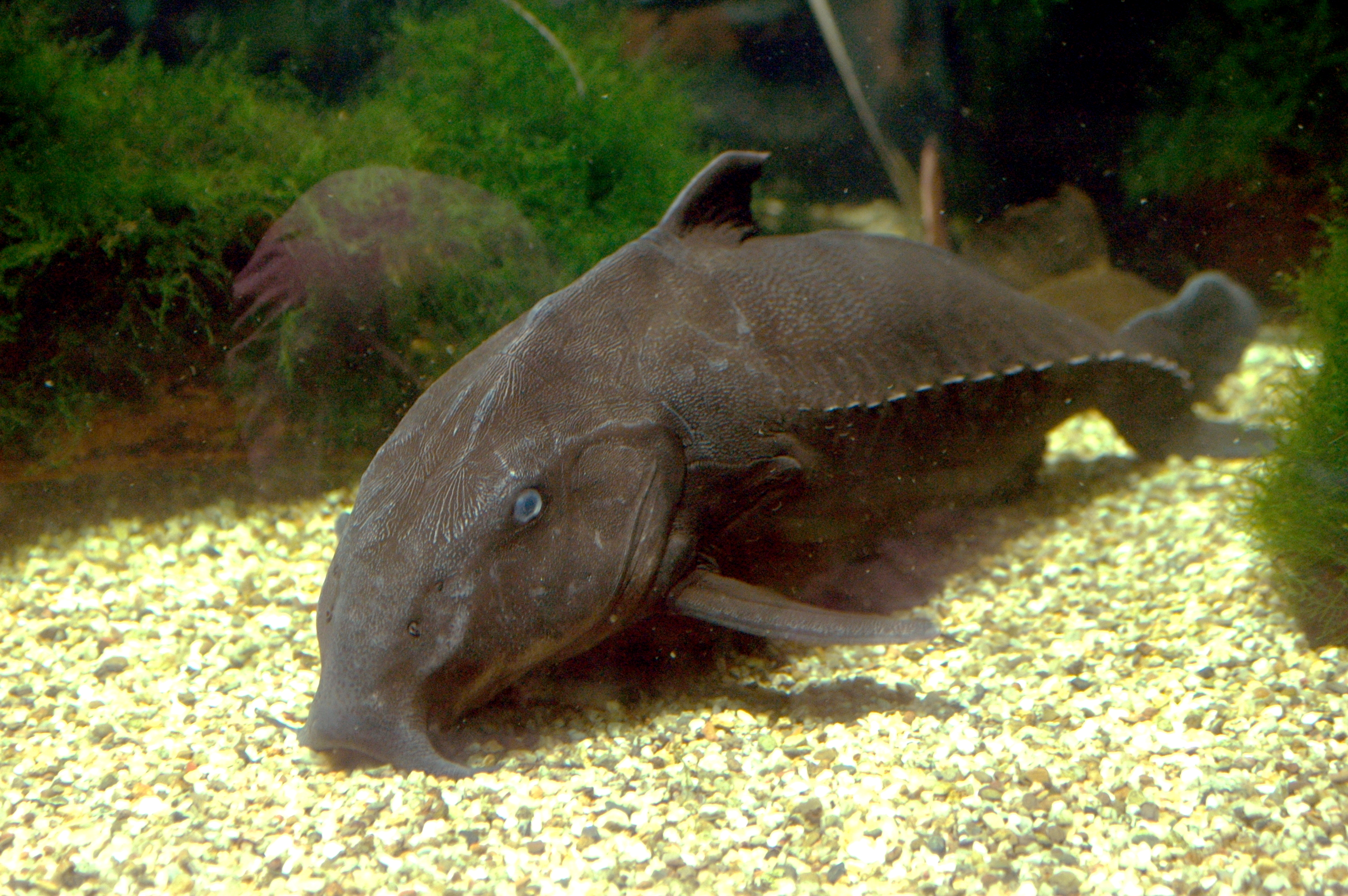
Pseudodoras niger

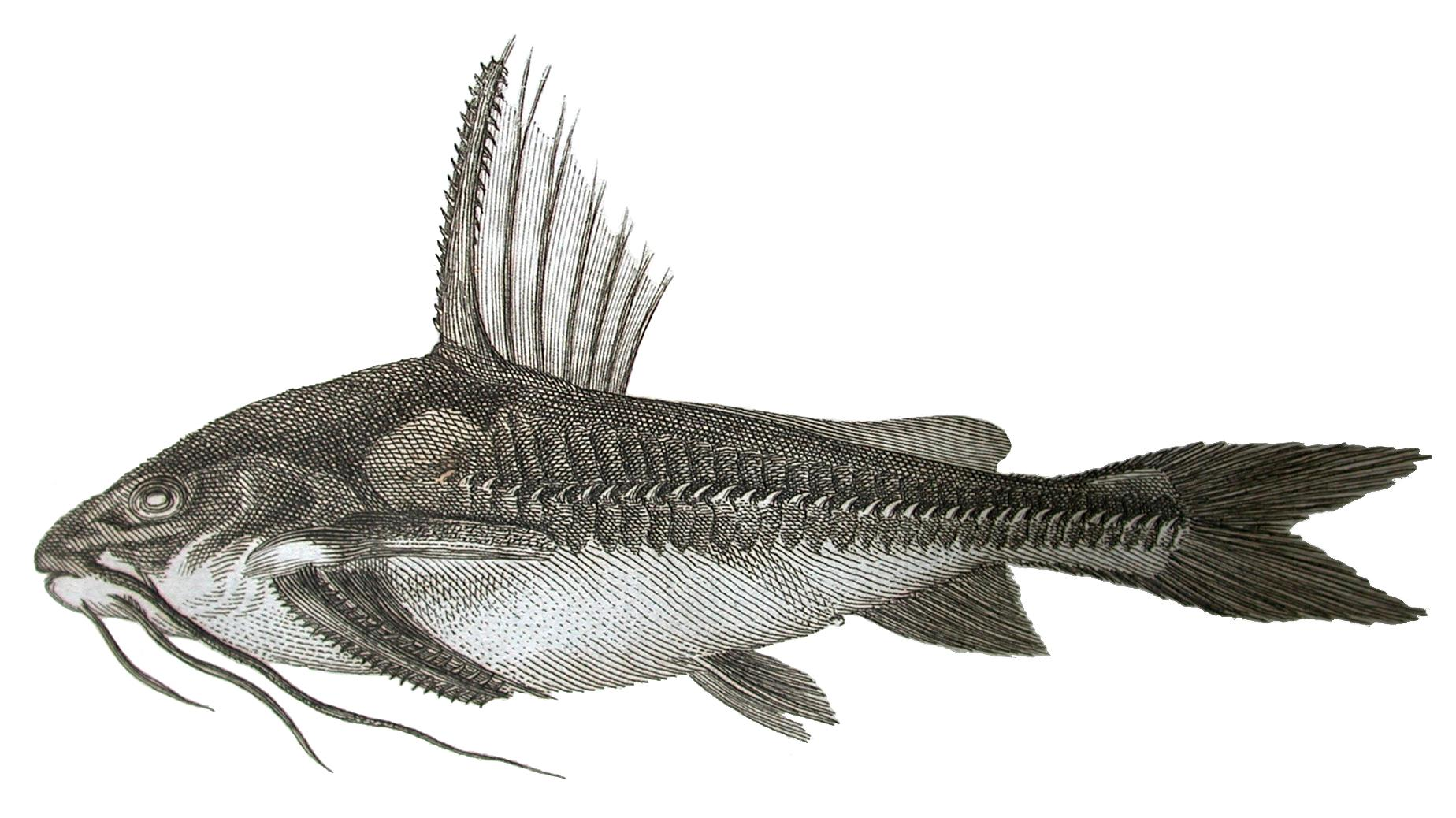
Il·lustració de Platydoras costatus del 1754

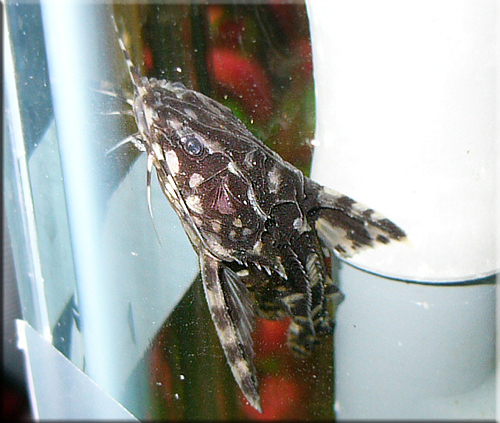
Agamyxis pectinifrons

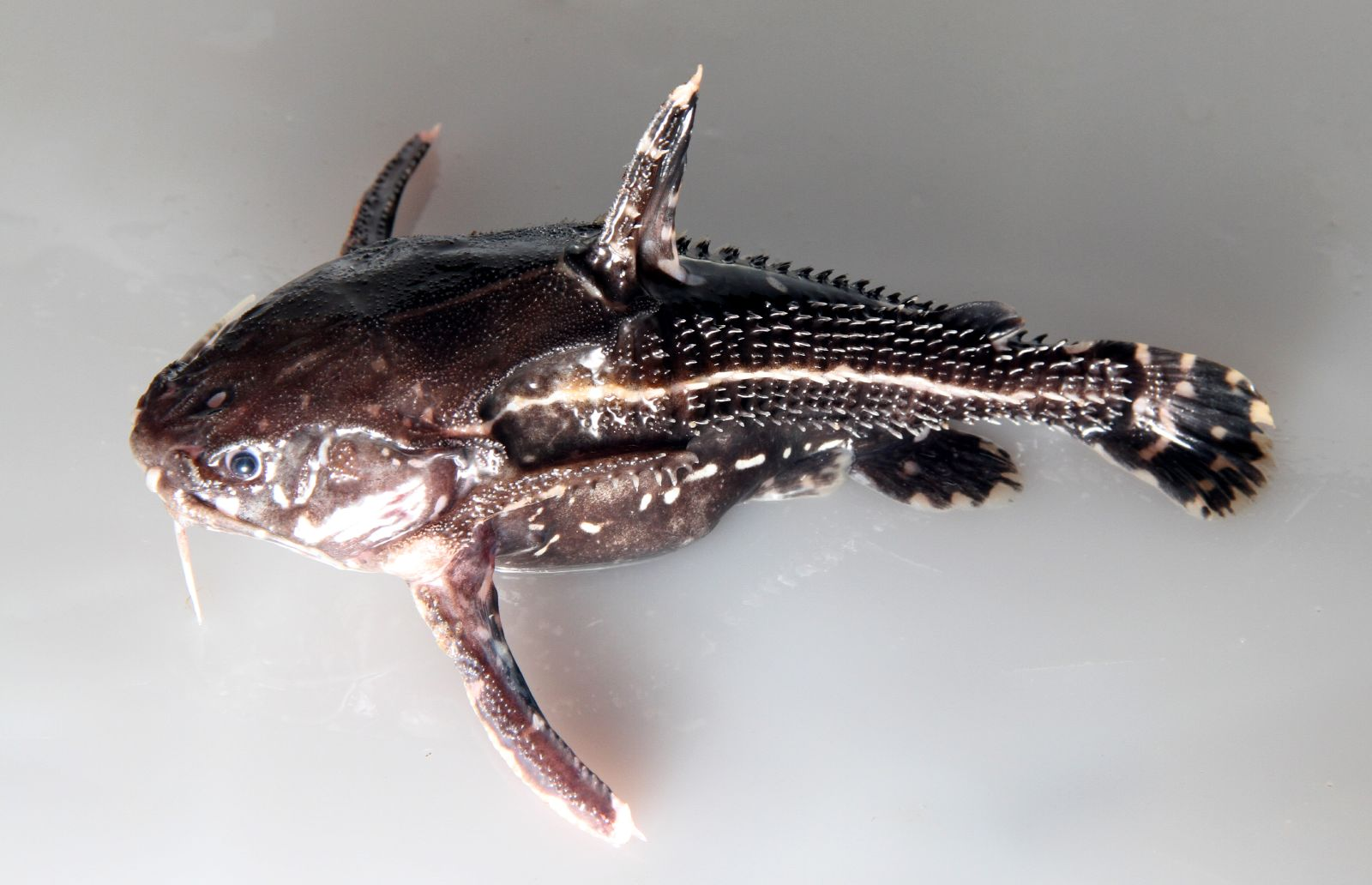
Acanthodoras spinosissimus del Brasil

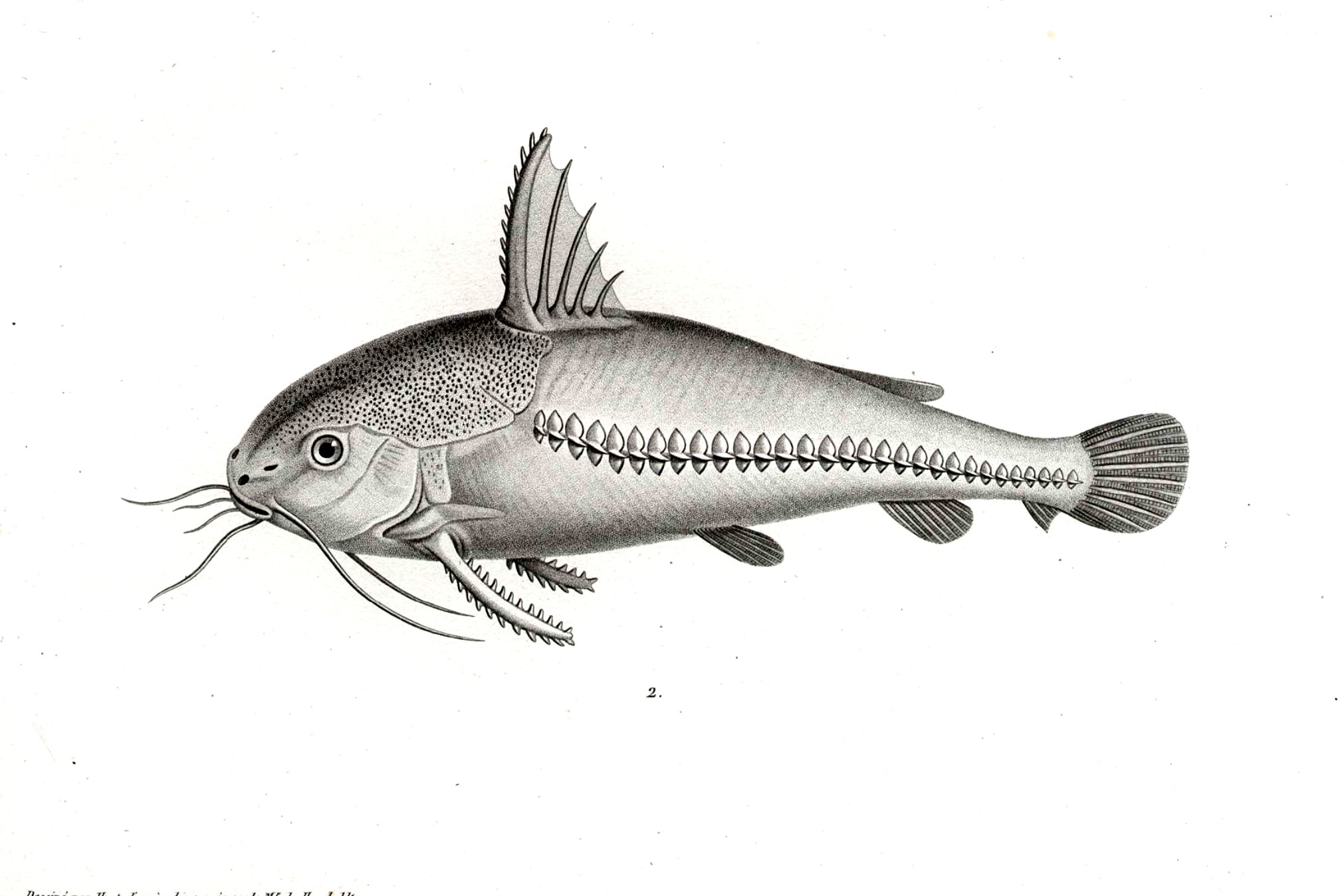
Centrochir crocodili

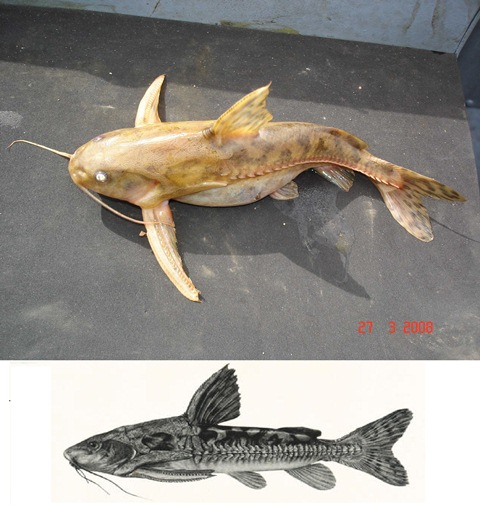
Franciscodoras marmoratus

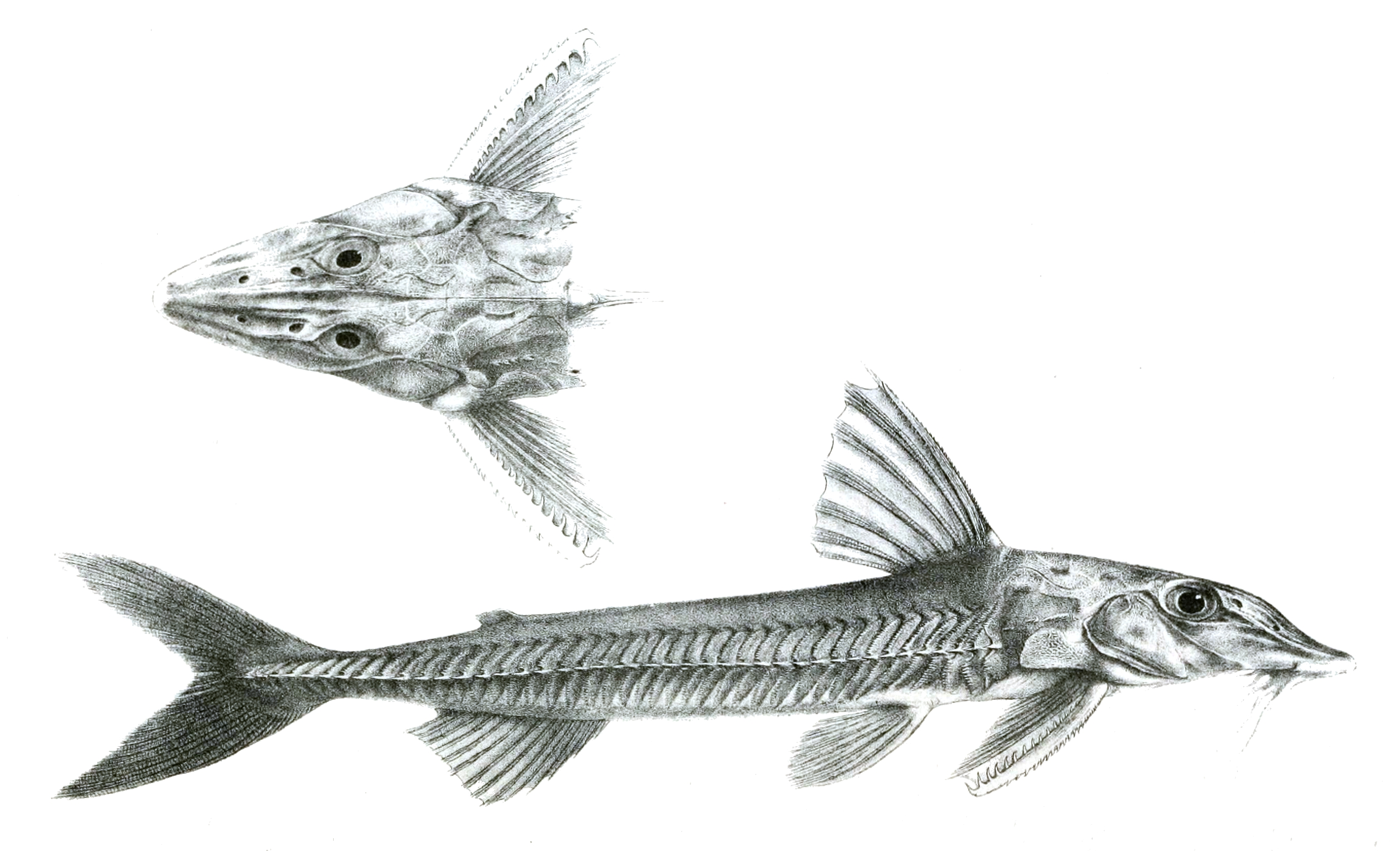
Leptodoras acipenserinus

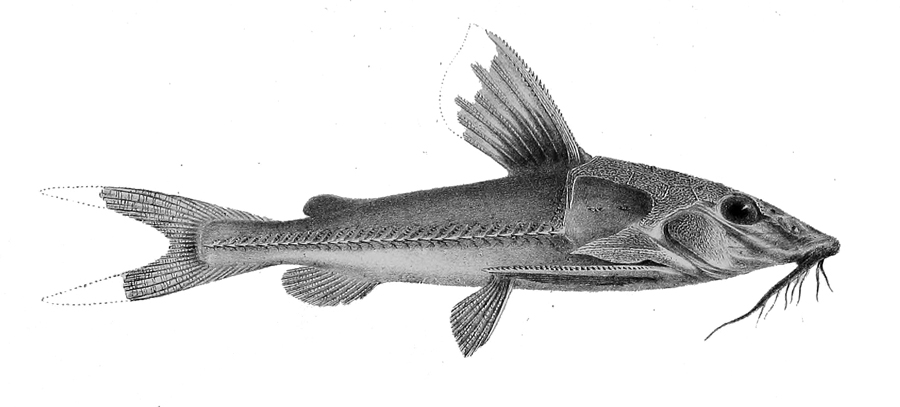
Il·lustració dOpsodoras stuebelii del 1879

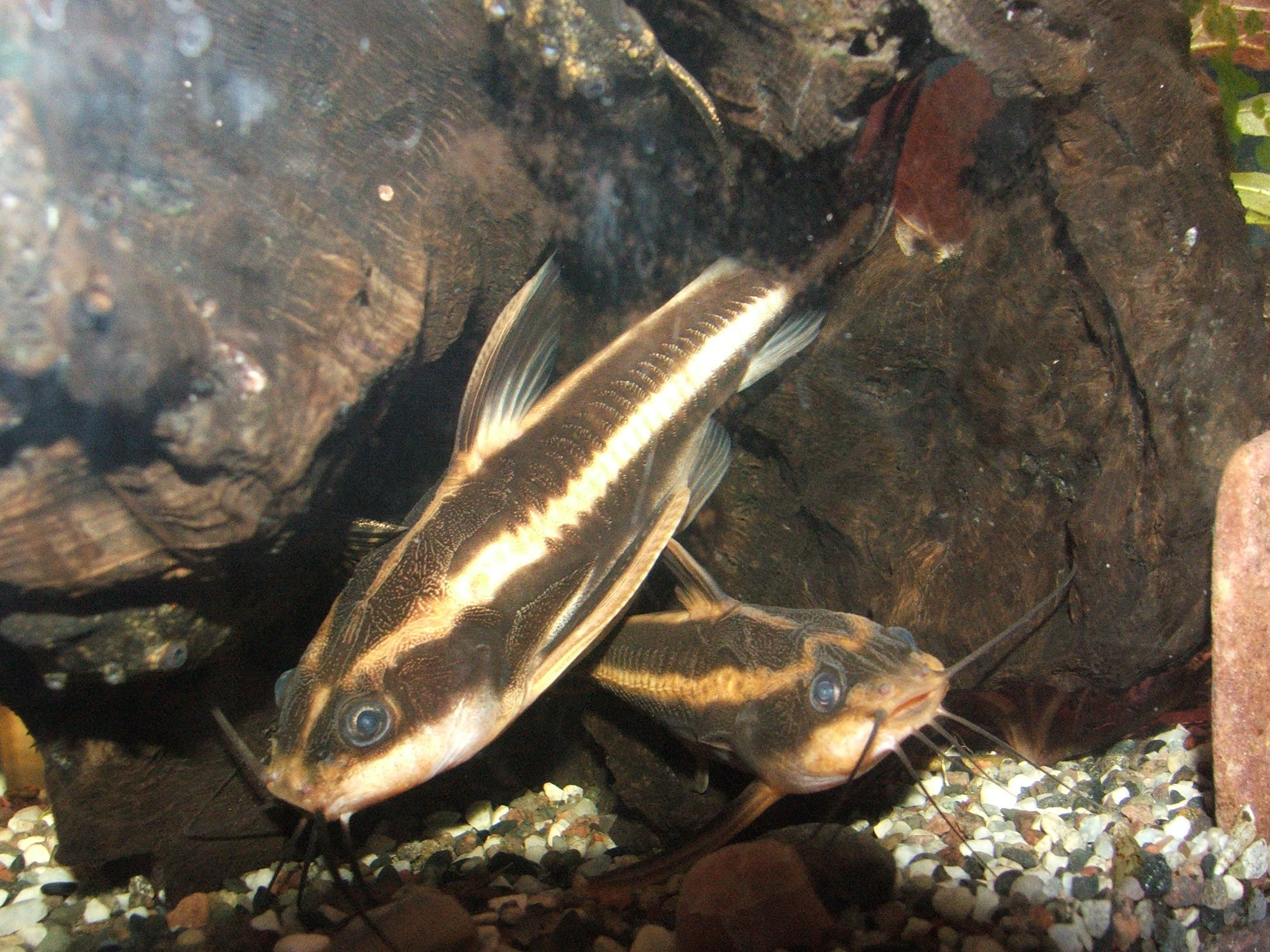
Platydoras armatulus

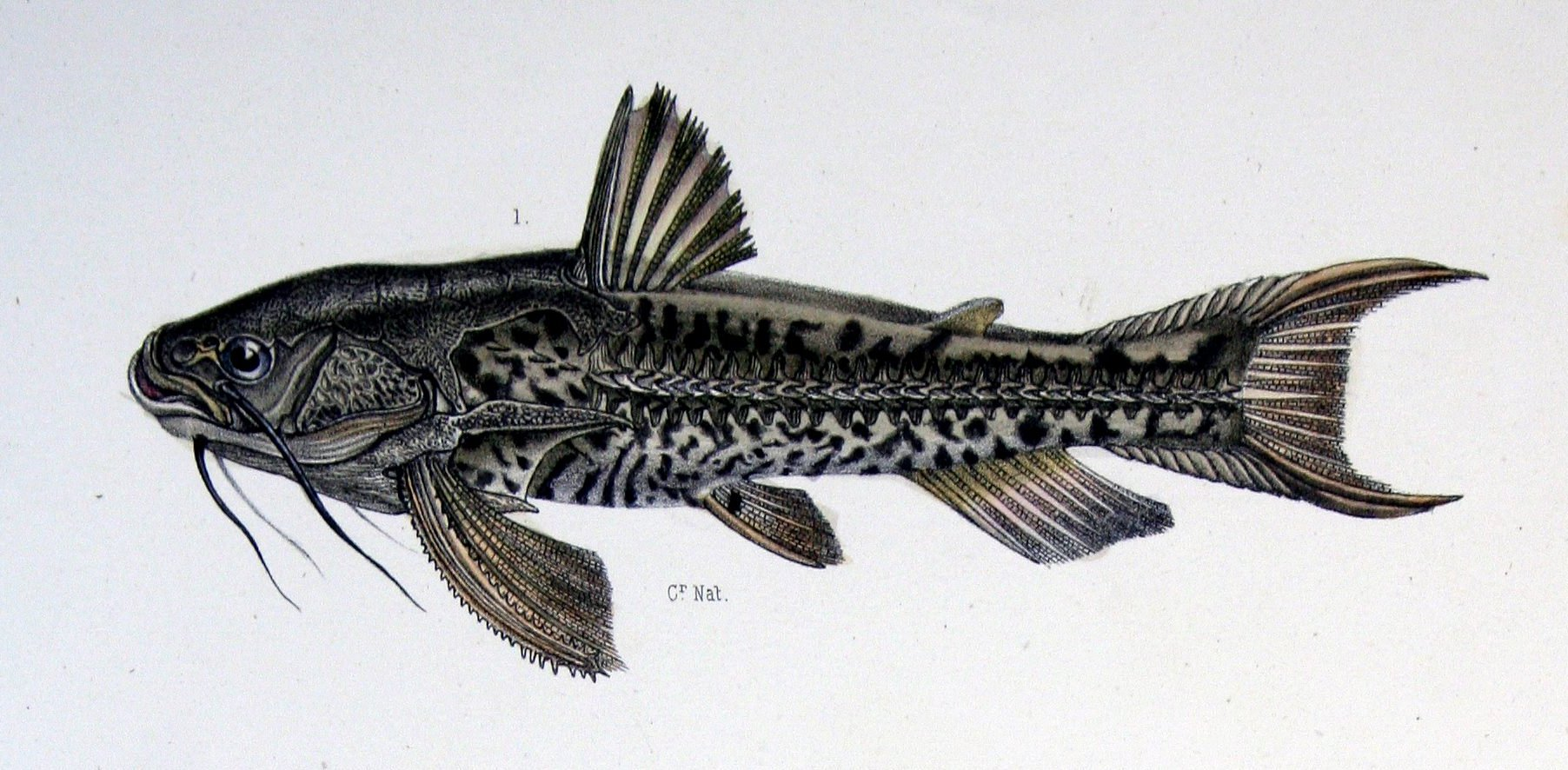
Anadoras weddellii

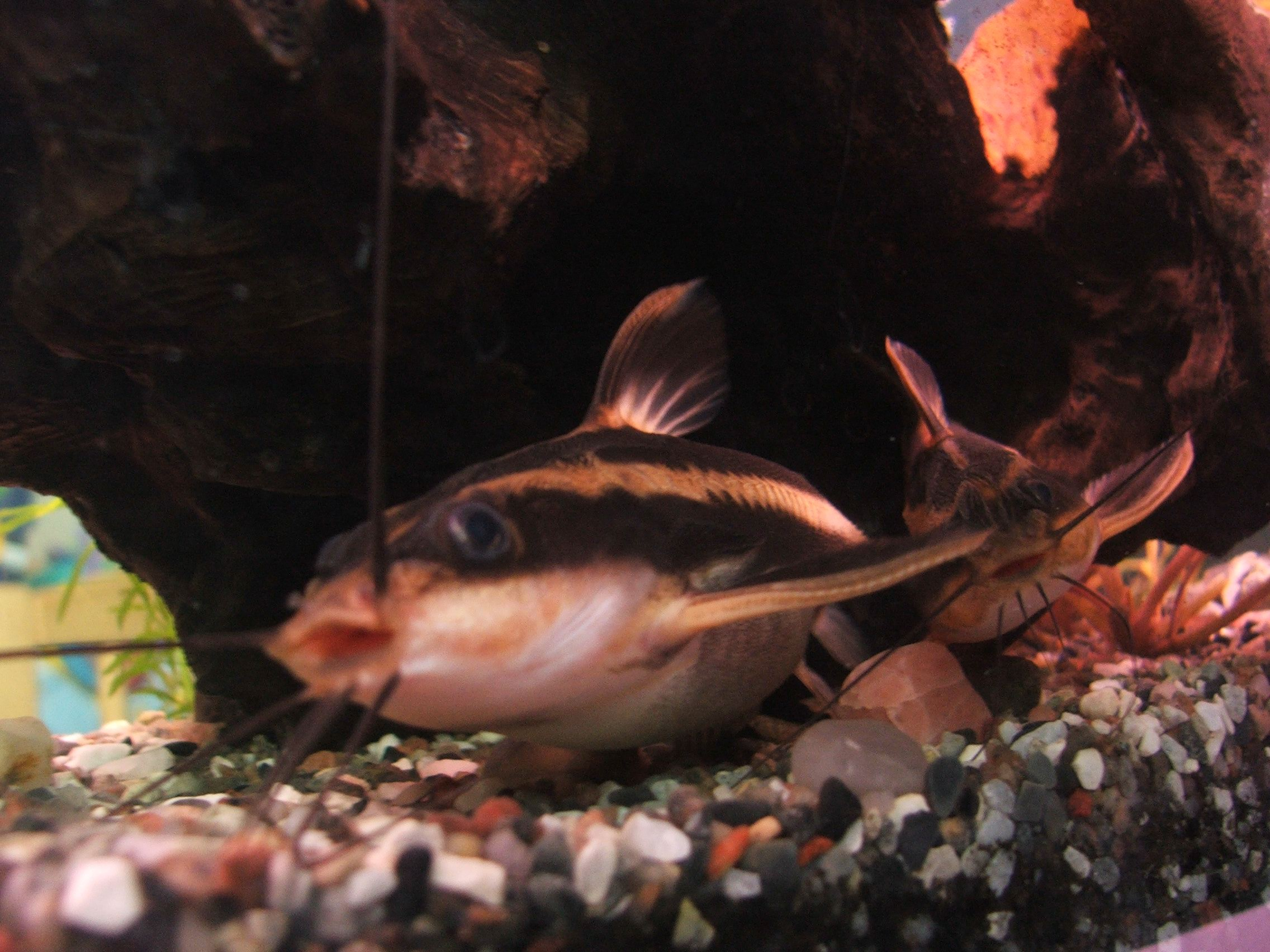
Platydoras armatulus

Els doràdids (Doradidae) constitueixen una família de silurs d'aigua dolça pertanyent a l'ordre dels siluriformes.

## Morfologia
L'espècie més petita és Physopyxis lyra amb 3,5 cm de llargària i la més grossa Oxydoras niger amb 120 cm i 20 kg de pes. Tenen un gran cap força ossificat i amb dos petits ulls. Boca amb tres parells de barbellons bastant allargats. Flancs desproveïts d'escates o amb línies de plaquetes òssies. Els primers radis de les aletes dorsal i pectorals estan transformats en espines òssies, sovint amb dents. Aleta adiposa desenvolupada. Tacte i olfacte molt desenvolupats.

## Distribució geogràfica
Es troba a Sud-amèrica (principalment, al Brasil, el Perú i les Guaianes), tot i que és absent de les conques fluvials pacífiques i d'aquelles al sud del Riu de La Plata. El 70% de les seues espècies són presents a la conca del riu Amazones, mentre que la de l'Orinoco és la segona amb 22 espècies registrades.

## Gèneres
- Acanthodoras (Bleeker, 1862)[10]
  - Acanthodoras cataphractus (Linnaeus, 1758)[11]
  - Acanthodoras depressus (Steindachner, 1881)[12]
  - Acanthodoras spinosissimus (Eigenmann & Eigenmann, 1888)[13]
- Agamyxis (Cope, 1878)[14]
  - Agamyxis albomaculatus (Peters, 1877)[15]
  - Agamyxis pectinifrons (Cope, 1870)[16]
- Amblydoras (Bleeker, 1862)[10]
  - Amblydoras affinis (Kner, 1855)[17]
  - Amblydoras bolivarensis (Fernández-Yépez, 1968)[18]
  - Amblydoras gonzalezi (Fernández-Yépez, 1968)[18]
  - Amblydoras hancockii (Valenciennes, 1840)[19]
  - Amblydoras monitor (Cope, 1872)[20]
  - Amblydoras nauticus (Cope, 1874)[21]
- Anadoras (Eigenmann, 1925)[22]
  - Anadoras grypus (Cope, 1872)[20]
  - Anadoras insculptus (Miranda-Ribeiro, 1912)[23]
  - Anadoras regani (Steindachner, 1908)[24]
  - Anadoras weddellii (Castelnau, 1855)[25]
- Anduzedoras (Fernández-Yépez, 1968)[18]
  - Anduzedoras oxyrhynchus (Valenciennes, 1821)[26]
- Astrodoras (Bleeker, 1862)[27]
  - Astrodoras asterifrons (Kner, 1853)[28]
- Centrochir (Agassiz, 1829)[29]
  - Centrochir crocodili (Humboldt, 1821)[26]
- Centrodoras (Eigenmann, 1925)[30]
  - Centrodoras brachiatus (Cope, 1872)[20]
  - Centrodoras hasemani (Steindachner, 1915)[31]
- Doraops (Schultz, 1944)[32]
  - Doraops zuloagai (Schultz, 1944)[32]
- Doras (Lacépède, 1803)[33]
  - Doras carinatus (Linnaeus, 1766)[34]
  - Doras eigenmanni (Boulenger, 1895)[35]
  - Doras fimbriatus (Kner, 1855)[17]
  - Doras higuchii (Sabaj Pérez & Birindelli, 2008)[36]
  - Doras micropoeus (Eigenmann, 1912)[37]
  - Doras phlyzakion (Sabaj Pérez & Birindelli, 2008)[36]
  - Doras punctatus (Kner, 1855)[17]
  - Doras zuanoni (Sabaj Pérez & Birindelli, 2008)[36]
- Franciscodoras (Eigenmann, 1925)[30]
  - Franciscodoras marmoratus (Lütken, 1874)[38]
- Hassar (Eigenmann & Eigenmann, 1888)[39]
  - Hassar affinis (Steindachner, 1881)[12]
  - Hassar orestis (Steindachner, 1875)[40]
  - Hassar wilderi (Kindle, 1895)[41]
- Hemidoras (Bleeker, 1858)[42]
  - Hemidoras morrisi (Eigenmann, 1925)[22]
  - Hemidoras stenopeltis (Kner, 1855)[17]
- Hypodoras (Eigenmann, 1925)[30]
  - Hypodoras forficulatus (Eigenmann, 1925)[22]
- Kalyptodoras (Higuchi, Britski & Garavello, 1990)[43]
  - Kalyptodoras bahiensis (Higuchi, Britski & Garavello, 1990)[43]
- Leptodoras (Boulenger, 1898)[44]
  - Leptodoras acipenserinus (Günther, 1868)[45]
  - Leptodoras cataniai (Sabaj, 2005)[46]
  - Leptodoras copei (Fernández-Yépez, 1968)[18]
  - Leptodoras hasemani (Steindachner, 1915)[47]
  - Leptodoras juruensis (Boulenger, 1898)[44]
  - Leptodoras linnelli (Eigenmann, 1912)[37]
  - Leptodoras myersi (Böhlke, 1970)[48]
  - Leptodoras nelsoni (Sabaj, 2005)[46]
  - Leptodoras oyakawai (Birindelli, Sousa & Sabaj Pérez, 2008)[49]
  - Leptodoras praelongus (Myers & Weitzman, 1956)[50]
  - Leptodoras rogersae (Sabaj, 2005)[46]
- Lithodoras (Bleeker, 1862)[51]
  - Lithodoras dorsalis (Valenciennes, 1840)[19]
- Megalodoras (Eigenmann, 1925)[30]
  - Megalodoras guayoensis (Fernández-Yépez, 1968)[18]
  - Megalodoras laevigatulus (Berg, 1901)[52]
  - Megalodoras uranoscopus (Eigenmann & Eigenmann, 1888)[13]
- Merodoras (Higuchi, Birindelli, Sousa & Britski, 2007)[53]
  - Merodoras nheco (Higuchi, Birindelli, Sousa & Britski, 2007)[53]
- Nemadoras (Eigenmann, 1925)[30]
  - Nemadoras elongatus (Boulenger, 1898)[54]
  - Nemadoras hemipeltis (Eigenmann, 1925)[22]
  - Nemadoras humeralis (Kner, 1855)[17]
  - Nemadoras leporhinus (Eigenmann, 1912)[37]
  - Nemadoras trimaculatus (Boulenger, 1898)[54]
- Opsodoras (Eigenmann, 1925)[30]
  - Opsodoras boulengeri (Steindachner, 1915)[47]
  - Opsodoras morei (Steindachner, 1881)[12]
  - Opsodoras stuebelii (Steindachner, 1882)[55]
  - Opsodoras ternetzi (Eigenmann, 1925)[22]
- Orinocodoras (Myers, 1927)[56]
  - Orinocodoras eigenmanni (Myers, 1927)[56]
- Oxydoras (Kner, 1855)[57]
  - Oxydoras kneri (Bleeker, 1862)[10]
  - Oxydoras niger (Valenciennes, 1821)[26]
  - Oxydoras sifontesi (Fernández-Yépez, 1968)[18]
- Physopyxis (Cope, 1871)[58]
  - Physopyxis ananas (Sousa & Rapp Py-Daniel, 2005)[59]
  - Physopyxis cristata (Sousa & Rapp Py-Daniel, 2005)[59]
  - Physopyxis lyra (Cope, 1872)[20]
- Platydoras (Bleeker, 1862)[51]
  - Platydoras armatulus (Valenciennes, 1840)[19]
  - Platydoras brachylecis (Piorski, Garavello, Arce & Sabaj, 2008)[60]
  - Platydoras costatus (Linnaeus, 1758)[11]
- Pterodoras (Bleeker, 1862)[51]
  - Pterodoras granulosus (Valenciennes, 1821)[26]
  - Pterodoras rivasi (Fernández-Yépez, 1968)[61]
- Rhinodoras (Bleeker, 1862)[51]
  - Rhinodoras armbrusteri (Sabaj, 2008)[62]
  - Rhinodoras boehlkei (Glodek, Whitmire & Orcés V., 1976)[63]
  - Rhinodoras dorbignyi (Kner, 1855)[17]
  - Rhinodoras gallagheri (Sabaj, Taphorn & Castillo G., 2008)[62]
  - Rhinodoras thomersoni (Taphorn & Lilyestrom, 1984)[64]
- Rhynchodoras (Klausewitz & Rössel, 1961)[65]
  - Rhynchodoras castilloi (Birindelli, Sabaj & Taphorn, 2007)[66]
  - Rhynchodoras woodsi (Glodek, 1976)[67]
  - Rhynchodoras xingui (Klausewitz & Rössel, 1961)[65]
- Scorpiodoras (Eigenmann, 1925)[30]
  - Scorpiodoras heckelii (Kner, 1855)[17]
- Trachydoras (Eigenmann, 1925)[30]
  - Trachydoras brevis (Kner, 1853)[28]
  - Trachydoras microstomus (Eigenmann, 1912)[37]
  - Trachydoras nattereri (Steindachner, 1881)[12]
  - Trachydoras paraguayensis (Eigenmann & Ward, 1907)[68]
  - Trachydoras steindachneri (Perugia, 1897)[69]
- Wertheimeria (Steindachner, 1877)[70]
  - Wertheimeria maculata (Steindachner, 1877)[71][72][73][74][75][76]

## Observacions
Són principalment actius durant el crepuscle i la nit, i algunes espècies, fins i tot, durant el dia. Moltes espècies són capaces d'enterrar-se ràpidament en el fons en cas de perill. Algunes emeten grunyits.